# María Eugenia Rodríguez Palop
María Eugenia Rodríguez Palop (ur. 9 marca 1970 w Llerenie) – hiszpańska prawniczka, wykładowczyni akademicka i polityk, profesor filozofii prawa na Uniwersytecie Karola III w Madrycie, posłanka do Parlamentu Europejskiego IX kadencji.

## Życiorys
W 1993 ukończyła studia prawnicze na Universidad Pontificia Comillas, do 2004 pracowała na tej uczelni. Doktoryzowała się w 2000 na Uniwersytecie Karola III w Madrycie, na którym podjęła pracę jako nauczyciel akademicki, dochodząc do stanowiska profesorskiego. W latach 2003–2004 odbyła staż podoktorski na Open University. W pracy naukowej specjalizowała się w zakresie praw człowieka. Była zastępczynią dyrektora instytutu praw człowieka na UC3M. Współautorka kilku publikacji książkowych, zajęła się także działalnością publicystyczną i komentatorską (m.in. w programie radiowym Hoy por hoy i w e-gazecie „eldiario.es”).
Nawiązała współpracę z koalicją skupioną wokół lewicowego ugrupowania Podemos, doradzając jej frakcji poselskiej w Kongresie Deputowanych. W marcu 2019 została ogłoszona liderką listy wyborczej Unidas Podemos Cambiar Europa do Europarlamentu. W maju tegoż roku uzyskała mandat eurodeputowanej IX kadencji.